# Panspermia

La panspermia propone que cuerpos como los cometas o asteroides podrían transportar formas de vida, ya sean bacterias u otros microorganismos.

La panspermia (del griego antiguo πᾶν (pan) 'todo' y σπέρμα (esperma) '(semilla'), es la hipótesis que propone que la vida existe en todo el universo, distribuida por polvo espacial, meteoroides, asteroides, cometas, planetoides, y también por naves espaciales que transportan contaminación no intencionada por microorganismos. La exploración puede haber ocurrido abarcando galaxias y, por lo tanto, puede no estar restringida a la escala limitada de los sistemas solares.
Aunque la presencia de vida está confirmada actualmente solo en la Tierra, algunos científicos piensan que la vida extraterrestre no solo es plausible, sino probable o inevitable. Sondas espaciales e instrumentos han comenzado a examinar otros planetas y lunas en el sistema solar y en otros sistemas planetarios, en busca de evidencia de vida pasada o activa, y proyectos como SETI intentan detectar transmisiones de radio de posibles civilizaciones extraterrestres.
El concepto que define la panspermia no debe ser confundido con el concepto que define Creacionismo alienígena, en el cual se postula la intervención directa de una civilización extraterrestre en el proceso.

## Definición
El término panspermia fue defendido por el biólogo alemán Hermann Richter en 1865. En 1908, el químico sueco Svante August Arrhenius usó la palabra para explicar el comienzo de la vida en la Tierra. El astrónomo Fred Hoyle también apoyó esa hipótesis. No fue hasta que el Premio Nobel de Química fue entregado a Svante Arrhenius, quien popularizó el concepto de que la vida se había originado en el espacio exterior.

## Hipótesis
La hipótesis de la panspermia dice que las formas de vida microscópicas que pueden sobrevivir a los efectos del espacio (como los extremófilos) pueden quedar atrapadas en los desechos expulsados al espacio después de colisiones entre planetas y pequeños cuerpos del sistema solar que albergan vida.  Algunos organismos pueden viajar inactivos durante un periodo prolongado de tiempo antes de colisionar aleatoriamente con otros planetas o mezclarse con discos protoplanetarios. En determinadas circunstancias de impacto ideales (en una masa de agua, por ejemplo) y en condiciones ideales en las superficies de un planeta, es posible que los organismos supervivientes se activen y comiencen a colonizar su nuevo entorno. Al menos un informe encuentra que las endosporas de un tipo de bacteria Bacillus encontrada en Marruecos pueden sobrevivir al calentamiento a 420 °C (788 °F), lo que hace que el argumento a favor de la panspermia sea aún más fuerte.  El estudio de la panspermia no se concentran en cómo comenzó la vida, sino en los métodos que pueden distribuirla en el Universo.

### Panspermia molecular
Una variación menos polémica de esta Hipótesis denominada «panspermia molecular» o «panspermia blanda», argumenta que solo los componentes orgánicos prebióticos de la vida se originaron en el espacio, se incorporaron a la nebulosa solar a partir de la cual los planetas se condensaron, y fueron más lejos y continuamente distribuidos a las superficies planetarias donde luego emergió la vida (abiogénesis). Desde principios de la década de 1970, comenzó a ser evidente que el polvo interestelar incluía un gran componente de moléculas orgánicas. Las moléculas interestelares se forman por reacciones químicas dentro de nubes interestelares o circunestelares de polvo y gas muy dispersas. El polvo juega un papel crítico en proteger las moléculas del efecto ionizante de la radiación ultravioleta emitida por estrellas.
La química que condujo a la vida pudo haber comenzado poco después del Big Bang, hace 13 800 millones de años, durante una época en la que el universo tenía solo de 10 a 17 millones de años.

## Historia

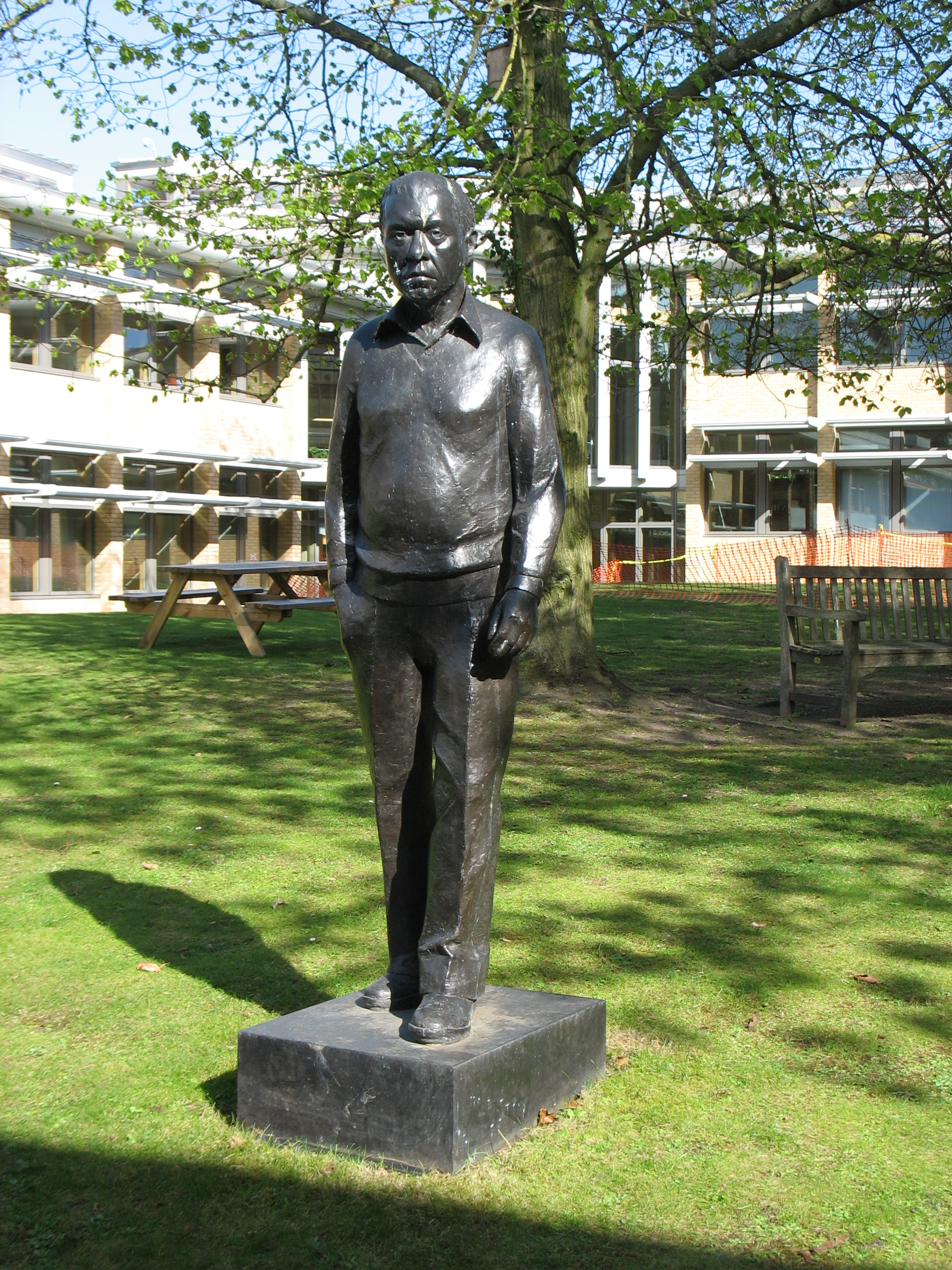
Estatua de Sir Fred Hoyle, defensor de la panspermia, en el Institute of Astronomy de Cambridge.

La primera mención conocida del término estaba en los escritos del filósofo griego Anaxágoras en el siglo V a. C. La panspermia comenzó a asumir una forma más científica a través de las propuestas de Jöns Jacob Berzelius (1834), Hermann E. Richter (1865), Kelvin (1871), Hermann von Helmholtz (1879) y finalmente alcanzando el nivel de una hipótesis científica detallada gracias a los esfuerzos del químico sueco Svante Arrhenius (1903).
Fred Hoyle (1915-2001) y Chandra Wickramasinghe (1939) fueron influyentes defensores de la panspermia. En 1974 propusieron la hipótesis de que algo de polvo en el espacio interestelar era en gran parte orgánico (que contenía carbono), lo que Wickramasinghe más tarde demostró ser correcto. Hoyle y Wickramasinghe sostuvieron además que las formas de vida continúan entrando en la atmósfera de la Tierra y pueden ser responsables de brotes epidémicos, nuevas enfermedades y la novedad genética necesaria para la macroevolución. 

En una presentación del Origins Symposium el 7 de abril de 2009, el físico Stephen Hawking expresó su opinión sobre lo que los humanos pueden encontrar al aventurarse en el espacio, como la posibilidad de vida extraterrestre a través de la teoría de la panspermia: 
La vida podría extenderse de un planeta a otro o desde sistema estelar a sistema estelar, transportado por meteoros.
Se han realizado tres series de experimentos de astrobiología fuera de la Estación Espacial Internacional entre 2008 y 2015 (EXPOSE), donde una amplia variedad de biomoléculas, microorganismos y sus esporas estuvieron expuestas al flujo solar y al vacío del espacio durante aproximadamente 1,5 años. Algunos organismos sobrevivieron en un estado inactivo durante períodos de tiempo considerables, y esas muestras protegidas por material de meteorito simulado proporcionan evidencia experimental de la probabilidad del escenario hipotético de litopanspermia.
Varias simulaciones en laboratorios y en órbita terrestre baja sugieren que la eyección, la entrada y el impacto pueden sobrevivir para algunos organismos simples. En 2015, se encontraron restos de material biótico en rocas de 4100 millones de años en Australia Occidental, cuando la Tierra joven tenía unos 400 millones de años. Según un investigador, «si la vida surgiera relativamente rápido en la Tierra... entonces podría ser común en el universo».
En abril de 2018, un equipo ruso publicó un artículo que reveló que encontraron ADN en el exterior de la EEI de bacterias terrestres y marinas similares a las observadas anteriormente en microcapas superficiales en las zonas costeras de los mares de Barents y Kara. Concluyen: «La presencia del ADN de las bacterias terrestres y marinas silvestres en la ISS sugiere su posible transferencia de la estratosfera a la ionosfera con la rama ascendente del circuito eléctrico atmosférico global. Alternativamente, las bacterias terrestres, marinas y silvestres pueden tener un origen espacial último».
En octubre de 2018, los astrónomos de Harvard presentaron un modelo analítico que sugiere que la materia, y las esporas potencialmente inactivas, se pueden intercambiar a través de las vastas distancias entre las galaxias, un proceso denominado «panspermia galáctica», y no restringirse a la escala limitada de los sistemas solares.  La detección de un objeto extrasolar llamado 'Oumuamua cruzando el sistema solar interior en una órbita hiperbólica confirma la existencia de un vínculo material continuo con los sistemas exoplanetarios.
En noviembre de 2019, los científicos informaron haber detectado, por primera vez, moléculas de azúcar, incluida la ribosa, en meteoritos, lo que sugiere que los procesos químicos en los asteroides pueden producir algunos bioingredientes fundamentalmente esenciales para la vida y respaldan la noción de un mundo de ARN antes de un origen de la vida en la Tierra basado en el ADN y, posiblemente, también, la noción de panspermia.

## Mecanismos propuestos

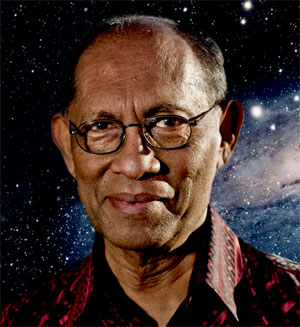
Chandra Wickramasinghe, un destacado astrofísico y defensor de la teoría de la panspermia. Su trabajo ha sido clave en la exploración de los posibles mecanismos propuestos para la dispersión de la vida a través del espacio, incluyendo el transporte de microorganismos en cometas y polvo interestelar.

Se puede decir que la panspermia es interestelar (sistemas estelares) o interplanetaria (entre planetas del mismo sistema estelar); sus mecanismos de transporte pueden incluir cometas, presión de radiación y litopanspermia (microorganismos incrustados en rocas). La transferencia interplanetaria de material no vivo está bien documentada, como lo demuestran los meteoritos de origen marciano encontrados en la Tierra. Sondas espaciales también puede ser un mecanismo de transporte viable para la polinización cruzada interplanetaria en el sistema solar o incluso más allá. Sin embargo, las agencias espaciales han implementado procedimientos de protección planetaria para reducir el riesgo de contaminación, aunque, como se descubrió recientemente, algunos microorganismos, como Tersicoccus phoenicis, pueden ser resistentes a los procedimientos utilizados en las instalaciones de salas esterilizadas de ensamblaje de naves espaciales.
En 2012, el matemático Edward Belbruno y los astrónomos Amaya Moro-Martín y Renu Malhotra propusieron que la transferencia gravitacional de rocas de baja energía entre los planetas jóvenes de estrellas en su cúmulo de nacimiento es algo común y no raro en la población estelar galáctica general. También se ha propuesto la panspermia dirigida deliberadamente desde el espacio para sembrar la Tierra o enviada desde la Tierra para sembrar otros sistemas planetarios. Un giro a la hipótesis del ingeniero Thomas Dehel (2006), propone que los campos magnéticos plasmoides expulsados de la magnetosfera puede mover las pocas esporas levantadas de la atmósfera de la Tierra con suficiente velocidad para cruzar el espacio interestelar a otros sistemas antes de que las esporas puedan ser destruidas. En 2020, el paleobiólogo Grzegorz Sadlok propuso la hipótesis de que la vida puede transitar distancias interestelares en exoplanetas nómadas o exolunas.

### Radiopanspermia
En 1903, Svante Arrhenius publicó en su artículo La distribución de la vida en el espacio, la hipótesis que ahora se llama radiopanspermia, que las formas microscópicas de vida pueden ser propagadas en el espacio, impulsado por la presión de la radiación de las estrellas. Arrhenius argumentó que las partículas de un tamaño crítico por debajo de 1,5 μm se propagarían a alta velocidad por la presión de radiación del Sol. Sin embargo, debido a que su eficacia disminuye al aumentar el tamaño de la partícula, este mecanismo se aplica únicamente a partículas muy pequeñas, como las esporas bacterianas individuales.
La principal crítica a la hipótesis de la radiopanspermia provino de Iosif Shklovsky y Carl Sagan, quienes señalaron las pruebas de la acción letal de las radiaciones espaciales (UV y rayos X) en el cosmos. Independientemente de la evidencia, Wallis y Wickramasinghe argumentaron en 2004 que el transporte de bacterias individuales o grupos de bacterias es abrumadoramente más importante que la litopanspermia en términos de cantidad de microbios transferidos, incluso teniendo en cuenta la tasa de muerte de bacterias desprotegidas en tránsito.
Luego, los datos recopilados por los experimentos orbitales ERA, BIOPAN , EXOSTACK y EXPOSE, determinaron que las esporas aisladas, incluidas las de B. subtilis, murieron si se expusieron al entorno espacial completo durante solo unos segundos, pero si se protegieron contra los rayos UV solares, las esporas eran capaces de sobrevivir en el espacio hasta seis años mientras estaban incrustadas en arcilla o polvo de meteorito (meteoritos artificiales).
Se requiere una protección mínima para proteger una espora contra la radiación ultravioleta: la exposición del ADN no protegido a los rayos ultravioleta solar y la radiación ionizante cósmica lo descomponen en sus bases constituyentes. Además, exponer el ADN al ultraalto vacío del espacio solo es suficiente para causar daño al ADN, por lo que el transporte de ADN o ARN sin protección durante vuelos interplanetarios impulsados únicamente por una ligera presión es extremadamente improbable.
La viabilidad de otros medios de transporte para las esporas blindadas más masivas hacia el sistema solar exterior, por ejemplo, a través de la captura gravitacional por cometas, se desconoce en este momento.
En la base de datos experimentales sobre los efectos de la radiación y la estabilidad del ADN, se ha concluido que para tiempos de viaje tan largos, se requieren rocas del tamaño de un peñasco que sean mayores o iguales a 1 m de diámetro para proteger eficazmente los microorganismos resistentes, como las esporas bacterianas contra la radiación cósmica galáctica. Estos resultados niegan claramente la hipótesis de la radiopanspermia, que requiere esporas únicas aceleradas por la presión de radiación del Sol, además requieren muchos años para viajar entre los planetas, y respaldan la probabilidad de transferencia interplanetaria de microorganismos dentro de asteroides o cometas, la llamada hipótesis de la litopanspermia.

### Litopanspermia
La litopanspermia, que habla de la transferencia de organismos en rocas de un planeta a otro a través del espacio interplanetario o interestelar, sigue siendo especulativa. Aunque no hay evidencia de que haya ocurrido litopanspermia en el sistema solar, las diversas etapas se han vuelto susceptibles de pruebas experimentales.

#### Eyección planetaria
para que ocurra la litopanspermia, los investigadores han sugerido que los microorganismos deben sobrevivir a la eyección de una superficie planetaria que implica fuerzas extremas de aceleración y choque con variaciones de temperatura asociadas. Los valores hipotéticos de las presiones de choque experimentadas por las rocas expulsadas se obtienen con meteoritos marcianos, lo que sugiere presiones de choque de aproximadamente 5 a 55 GPa, aceleración de 3 Mm/s2 y tirón de 6 Gm/s3 y aumentos de temperatura posteriores al choque de aproximadamente 1 K a 1000 K. Para determinar el efecto de la aceleración durante la expulsión sobre los microorganismos, se utilizaron con éxito métodos de rifle y ultracentrífuga en condiciones del espacio exterior simulado.

#### Supervivencia en tránsito
La supervivencia de microorganismos se ha estudiado extensamente utilizando instalaciones simuladas y en órbita terrestre baja. Se ha seleccionado un gran número de microorganismos para experimentos de exposición. Es posible separar estos microorganismos en dos grupos, los de origen humano y los extremófilos. El estudio de los microorganismos transmitidos por humanos es importante para el bienestar humano y futuras misiones tripuladas; mientras que los extremófilos son vitales para estudiar los requisitos fisiológicos de supervivencia en el espacio.

#### Entrada atmosférica
Un aspecto importante a probar de la hipótesis de la litopanspermia es que los microbios situados sobre o dentro de las rocas podrían sobrevivir a la entrada a hipervelocidad desde el espacio a través de la atmósfera de la Tierra (Cockell, 2008). Al igual que con la eyección planetaria, esto es manejable experimentalmente, con cohetes de sondeo y vehículos orbitales que se utilizan para experimentos microbiológicos. Esporas de B. subtilis inoculadas en cúpulas de granito fueron sometidas a tránsito atmosférico a hipervelocidad (dos veces) mediante el lanzamiento a una altitud de ∼120 km en un cohete argentino Orión II de dos etapas. Se demostró que las esporas habían sobrevivido en los lados de la roca, pero no sobrevivieron en la superficie orientada hacia adelante que fue sometida a una temperatura máxima de 145 °C.
La llegada exógena de microorganismos fotosintéticos podría tener consecuencias bastante profundas para el curso de la evolución biológica en el planeta inoculado. Como los organismos fotosintéticos deben estar cerca de la superficie de una roca para obtener suficiente energía lumínica, el tránsito atmosférico podría actuar como un filtro contra ellos mediante la ablación de las capas superficiales de la roca. Aunque se ha demostrado que las cianobacterias sobreviven a las condiciones de desecación y congelación del espacio en experimentos orbitales, esto no sería beneficioso, ya que el experimento STONE demostró que no pueden sobrevivir a la entrada atmosférica. Por lo tanto, los organismos no fotosintéticos en las profundidades de las rocas tienen la posibilidad de sobrevivir al proceso de entrada y salida. La investigación presentada en el Congreso Europeo de Ciencias Planetarias en 2015 sugiere que la eyección, la entrada y el impacto pueden sobrevivir para algunos organismos simples.

### Panspermia accidental
Thomas Gold, profesor de astronomía, sugirió en 1960 la hipótesis de la «basura cósmica», explica que la vida en la Tierra podría haberse originado accidentalmente a partir de una pila de productos  de desecho vertidos en la Tierra hace mucho tiempo por seres extraterrestres.
Panspermia dirigida
La panspermia dirigida se refiere al transporte deliberado de microorganismos en el espacio, enviados a la Tierra para comenzar la vida aquí, o enviados desde la Tierra para sembrar nuevos sistemas planetarios con vida mediante especies introducidas de microorganismos en planetas sin vida. El ganador del premio Nobel Francis Crick, junto con Leslie Orgel, propusieron que la vida pudo haber sido diseminada intencionalmente por una civilización extraterrestre avanzada, pero considerando un «mundo ARN» temprano, Crick señaló más tarde que la vida pudo haberse originado en la Tierra. Se ha sugerido que se propuso la panspermia «dirigida» para contrarrestar varias objeciones, incluido el argumento de que los microbios serían inactivados por el entorno espacial y la radiación cósmica antes de que pudieran tener un encuentro casual con la Tierra.
Por el contrario, se ha propuesto la panspermia activa dirigida para asegurar y ampliar la vida en el espacio. Esto puede estar motivado por la ética biótica que valora, y busca propagar, los patrones básicos de nuestra forma de vida orgánica de genes/proteínas. El programa panbiótico sembraría nuevos sistemas planetarios cercanos y cúmulos de nuevas estrellas en nubes interestelares. Estos estrellas jóvenes, donde la vida local aún no se habría formado, evitan cualquier interferencia.
Por ejemplo, las cargas útiles microbianas lanzadas por velas solares a velocidades de hasta 0,0001c (30 000 m/s) alcanzarían objetivos de 10 a 100 años luz en 0,1 millones a 1 millón de años. Las flotas de cápsulas microbianas pueden apuntar a cúmulos de nuevas estrellas en nubes formadoras de estrellas, donde pueden aterrizar en planetas o ser capturadas por asteroides y cometas y luego entregadas a los planetas. Las cargas útiles pueden contener extremófilos para diversos entornos y cianobacterias similares a los primeros microorganismos. Se pueden incluir organismos multicelulares resistentes (quistes de rotíferos) para inducir una mayor evolución.
La probabilidad de golpear la zona objetivo se puede calcular a partir de donde A (objetivo) es la sección transversal del área objetivo, dy es la incertidumbre posicional a la llegada; a-constante (dependiendo de las unidades), r (objetivo) es el radio del área objetivo; v la velocidad de la sonda; (tp) la precisión de la focalización (parcsec/año); y d la distancia al objetivo, guiado por de alta resolución astrometría de 1×10-5 segundos de arco/año (todas las unidades en SIU). Estos cálculos muestran que las estrellas objetivo relativamente cercanas (Alpha PsA, Beta Pictoris) pueden ser sembradas por miligramos de microbios lanzados; mientras que la siembra de la nube de formación de estrellas Rho Ophiochus requiere cientos de kilogramos de cápsulas dispersas. 
La panspermia dirigida para asegurar y expandir la vida en el espacio se está volviendo posible debido a los desarrollos en velas solares, astrometría precisa, planetas extrasolares, extremófilos e ingeniería genética microbiana. Después de determinar la composición de los meteoritos elegidos, los astroecólogos realizaron experimentos de laboratorio que sugieren que muchos microorganismos colonizadores y algunas plantas podrían obtener muchos de sus nutrientes químicos de los materiales de los asteroides y cometas. Sin embargo, los científicos notaron que el fosfato (PO4) y el nitrato (NO3–N) limitan críticamente la nutrición a muchas formas de vida terrestres. Con estos materiales y la energía de estrellas longevas, la vida microscópica plantada por panspermia dirigida podría encontrar un inmenso futuro en la galaxia.
Varias publicaciones desde 1979 han propuesto la idea de que se podría demostrar que la panspermia dirigida es el origen de toda la vida en la Tierra si se encontrara un mensaje distintivo de 'firma', implantado deliberadamente en el genoma o en el código genético de los primeros microorganismos por nuestro hipotético progenitor.
En 2013, un equipo de físicos afirmó que habían encontrado patrones matemáticos y semióticos en el código genético que creen que es evidencia de tal firma. Esta afirmación ha sido cuestionada por el biólogo PZ Myers, quien dijo, escribiendo en Pharyngula:

Desafortunadamente, lo que han descrito tan honestamente es basura honesta... Sus métodos no lograron reconocer una asociación funcional conocida en el código genético; no descartaron la operación de la ley natural antes de apresurarse a inferir falsamente el diseño... Ciertamente, no necesitamos invocar la panspermia. Nada en el código genético requiere diseño y los autores no han demostrado lo contrario.

En un artículo posterior revisado por pares, los autores abordan el funcionamiento de la ley natural en una extensa prueba estadística y llegan a la misma conclusión que en el artículo anterior. En secciones especiales también se tratan las preocupaciones metodológicas planteadas por PZ Myers y algunos otros.

### Pseudopanspermia
La pseudopanspermia (a veces llamada panspermia blanda, panspermia molecular o cuasi-panspermia) propone que las moléculas orgánicas utilizadas para la vida se originaron en el espacio y se incorporaron a la nebulosa solar, a partir de la cual los planetas se condensaron y se distribuyeron más y continuamente a las superficies de los planetas, donde luego emergió la vida (abiogénesis). Desde principios de la década de 1970 se hizo evidente que el polvo interestelar constaba de un gran componente de moléculas orgánicas. La primera sugerencia vino de Chandra Wickramasinghe, quien propuso una composición polimérica basada en la molécula de formaldehído (CH2O).
Las moléculas interestelares se forman por reacciones químicas dentro de nubes interestelares o circunestelares de polvo y gas muy dispersas. Por lo general, esto ocurre cuando una molécula se ioniza, a menudo como resultado de una interacción con los rayos cósmicos. Esta molécula cargada positivamente luego atrae un reactivo cercano por atracción electrostática de los electrones de la molécula neutra. Las moléculas también se pueden generar por reacciones entre átomos neutros y moléculas, aunque este proceso es generalmente más lento. El polvo juega un papel fundamental en el blindaje de las moléculas del efecto ionizante de la radiación ultravioleta emitida por las estrellas. El matemático Jason Guillory, en su análisis de 2008 de las proporciones isotópicas 12C/13C de compuestos orgánicos encontrados en el meteorito Murchison, apunta a un origen no terrestre de estas moléculas en lugar de una contaminación terrestre. Las moléculas biológicamente relevantes identificadas hasta ahora incluyen uracilo (una nucleobase de ARN) y xantina. Estos resultados demuestran que muchos compuestos orgánicos que son componentes de la vida en la Tierra ya estaban presentes en el sistema solar temprano y pueden haber jugado un papel clave en el origen de la vida.
En agosto de 2009, los científicos de la NASA identificaron uno de los componentes químicos fundamentales de la vida (el aminoácido glicina) en un cometa por primera vez.
En agosto de 2011, se publicó un informe, basado en estudios de la NASA con meteoritos encontrados en la Tierra, que sugiere que los bloques de construcción de ADN (adenina, guanina y moléculas orgánicas relacionadas) pueden haberse formado extraterrestre en el espacio exterior. En octubre de 2011, los científicos informaron que el polvo cósmico contiene materia orgánica compleja («sólidos orgánicos amorfos con una estructura mixta aromático-alifáticaa») que podría ser creada de forma natural y rápida por las estrellas. Uno de los científicos sugirió que estos compuestos orgánicos complejos pueden haber estado relacionados con el desarrollo de la vida en la Tierra y dijo que: «Si este es el caso, la vida en la Tierra puede haber tenido más facilidad empezar, ya que estos productos orgánicos pueden servir como ingredientes básicos para la vida».
En agosto de 2012, y por primera vez en el mundo, los astrónomos de la Universidad de Copenhague informaron de la detección de una molécula de azúcar específica, el glicolaldehído, en un sistema estelar distante. La molécula se encontró alrededor del binario protoestelar IRAS 16293-2422, que se encuentra a 400 años luz de la Tierra. El glicolaldehído es necesario para formar ácido ribonucleico o ARN, que tiene una función similar al ADN. Este hallazgo sugiere que se pueden formar moléculas orgánicas complejas en sistemas estelares antes de la formación de los planetas, y eventualmente llegarán a los planetas jóvenes al principio de su formación.
En septiembre de 2012, los científicos de la NASA informaron que los hidrocarburos aromáticos policíclicos (HAP), sometidos a las condiciones del medio interestelar (ISM), se transforman, mediante hidrogenación, oxigenación e hidroxilación, en compuestos orgánicos más complejos: «un paso en el camino hacia los aminoácidos y nucleótidos, las materias primas de las proteínas y el ADN, respectivamente». Además, como resultado de estas transformaciones, los PAH pierden su firma espectroscópica.lo cual podría ser una de las razones «de la falta de detección de PAH en los granos de hielo interestelar, particularmente en las regiones externas de nubes frías y densas o en las capas moleculares superiores de los discos protoplanetarios».
En 2013, Atacama Large Millimeter Array (Proyecto ALMA) confirmó que los investigadores han descubierto un par importante de moléculas prebióticas en las partículas heladas del espacio interestelar (ISM). Los productos químicos, que se encuentran en una nube gigante de gas a unos 25 000 años luz de la Tierra en ISM, pueden ser un precursor de un componente clave del ADN y el otro puede tener un papel en la formación de un aminoácido importante. Los investigadores encontraron una molécula llamada cianometanimina, que produce adenina, una de las cuatro nucleobases que forman los «peldaños» en la estructura en forma de escalera del ADN.
Se cree que la otra molécula, llamada etanamina, desempeña un papel en la formación de alanina, uno de los veinte aminoácidos del código genético. Anteriormente, los científicos pensaban que tales procesos tenían lugar en el gas muy tenue entre las estrellas. Sin embargo, los nuevos descubrimientos sugieren que las secuencias de formación química de estas moléculas no ocurrieron en el gas, sino en las superficies de los granos de hielo en el espacio interestelar. El científico de la NASA Anthony Remijan declaró que encontrar estas moléculas en una nube de gas interestelar significa que importantes bloques de construcción para el ADN y los aminoácidos pueden «sembrar» planetas recién formados con los precursores químicos de por vida.
En marzo de 2013, un experimento de simulación indicó que en el polvo interestelar se pueden crear dipéptidos (pares de aminoácidos) que pueden ser componentes básicos de proteínas.
En febrero de 2014, la NASA anunció una base de datos muy mejorada para rastrear hidrocarburos aromáticos policíclicos (PAH) en el universo. Según los científicos, más del 20 % del carbono del universo puede estar asociado con los PAH, posibles materiales de partida para la formación de vida. Los PAH parecen haberse formado poco después del Big Bang, están muy extendidos por todo el universo y están asociados con nuevas estrellas y exoplanetas.
En marzo de 2015, los científicos de la NASA informaron que, por primera vez, se han formado compuestos orgánicos complejos de ADN y ARN de la vida, incluidos uracilo, citosina y timina, en el laboratorio en condiciones del espacio exterior, utilizando sustancias químicas de partida, como la pirimidina en meteoritos. La pirimidina, como los hidrocarburos aromáticos policíclicos (PAH), la sustancia química más rica en carbono que se encuentra en el Universo, puede haberse formado en gigantes rojas o en polvo interestelar.y nubes de gas, según los científicos.
En mayo de 2016, el equipo de la Misión Rosetta informó la presencia de glicina, metilamina y etilamina en el coma de 67P/ Churyumov-Gerasimenko. Esto, más la detección de fósforo, es consistente con la hipótesis de que los cometas jugaron un papel crucial en el surgimiento de la vida en la Tierra.
En 2019, la detección de azúcares extraterrestres en meteoritos implicó la posibilidad de que los azúcares extraterrestres pudieran haber contribuido a formar biopolímeros funcionales como el ARN.
En 2020, un estudio detallado de un meteorito de Allende llamado Acfer 086, identificó una proteína que contiene hierro y litio, llamada hemolitina por los investigadores, de origen extraterrestre, el primer descubrimiento de este tipo en un meteorito.

## Vida extraterrestre
La química de la vida puede haber comenzado poco después del Big Bang, hace 13 800 millones de años, durante una época habitable en la que el Universo tenía solo 10-17 millones de años. Según la hipótesis de la panspermia, la vida microscópica, distribuida por meteoroides, asteroides y otros cuerpos pequeños del Sistema Solar, puede existir en todo el universo. No obstante, la Tierra es el único lugar del universo conocido por los humanos que alberga vida. De los cuerpos en los que es posible la vida, los organismos vivos podrían ingresar más fácilmente a los otros cuerpos del Sistema Solar desde Encelado. Sin embargo, la gran cantidad de planetas de la Vía Láctea puede hacer que sea probable que haya surgido vida en algún otro lugar de la galaxia y del universo. En general, se acepta que las condiciones requeridas para la evolución de la vida inteligente tal como la conocemos son probablemente extremadamente raras en el universo, aunque al mismo tiempo se observa que es más probable que haya microorganismos unicelulares simples.
El números de planetas extrasolares (exoplanetas) es el resultado de la estimación de la misión Kepler entre 100 y 400 mil millones de exoplanetas, con más de 3500 como candidatos o exoplanetas confirmados. El 4 de noviembre de 2013, los astrónomos informaron, basándose en datos de la misión espacial Kepler, que podría haber hasta 40 mil millones de planetas del tamaño de la Tierra orbitando en las zonas habitables de estrellas similares al Sol y estrellas enanas rojas dentro de la Vía Láctea. 11 000 millones de estos planetas estimados pueden estar orbitando estrellas similares al Sol. El planeta más cercano de este tipo puede estar a 12 años luz de distancia, según los científicos.
Se estima que los viajes espaciales a distancias cósmicas llevarían un tiempo increíblemente largo para un observador externo y con una gran cantidad de energía requerida. Sin embargo, algunos científicos plantean la hipótesis de que los viajes espaciales interestelares más rápidos que la luz podrían ser factibles. Esto ha sido explorado por científicos de la NASA desde al menos 1995.

### Hipótesis sobre fuentes extraterrestres de enfermedades
Hoyle y Wickramasinghe han especulado que varios brotes de enfermedades en la Tierra son de origen extraterrestre, incluida la pandemia de gripe de 1918, ciertos brotes de polio y la enfermedad de las vacas locas (encefalopatía espongiforme bovina). Para la pandemia de gripe de 1918, plantearon la hipótesis de que el polvo cometario trajo el virus a la Tierra simultáneamente en múltiples lugares, una opinión casi universalmente descartada por los expertos en esta pandemia. Hoyle también especuló que el VIH provenía del espacio exterior.
Después de la muerte de Hoyle, The Lancet publicó una carta al editor de Wickramasinghe y dos de sus colegas, en la que plantearon la hipótesis de que el virus que causa el síndrome respiratorio agudo severo (SARS) podría ser de origen extraterrestre y no de pollos. The Lancet publicó posteriormente tres respuestas a esta carta, mostrando que la hipótesis no estaba basada en evidencia y arrojando dudas sobre la calidad de los experimentos citados por Wickramasinghe en su carta. Una enciclopedia de 2008 señala que "al igual que otras afirmaciones que relacionan las enfermedades terrestres con patógenos extraterrestres, esta propuesta fue rechazada por la comunidad de investigadores en general". 
En abril de 2016, Jiangwen Qu, del Departamento de Control de Enfermedades Infecciosas de China, presentó un estudio estadístico que sugiere que «los extremos de actividad de las manchas solares dentro de más o menos un año pueden precipitar pandemias de influenza». Discutió los posibles mecanismos de iniciación de la epidemia y la propagación temprana, incluida la especulación sobre la causalidad primaria por variantes virales derivadas externamente del espacio a través del polvo cometario.

### Estudios de caso
- En 1996 se demostró que un meteorito procedente de Marte conocido como ALH84001 contenía estructuras microscópicas que se asemejan a pequeñas nanobacterias terrestres. Cuando se anunció el descubrimiento, muchos conjeturaron de inmediato que se trataba de fósiles y eran la primera evidencia de vida extraterrestre, lo que llegó a los titulares de todo el mundo. El interés público pronto comenzó a disminuir ya que la mayoría de los expertos comenzaron a estar de acuerdo en que estas estructuras no eran indicativas de vida, sino que podían formarse abióticamente a partir de moléculas orgánicas. Sin embargo, en noviembre de 2009, un equipo de científicos del Centro Espacial Johnson, incluido David McKay, reafirmó que había «pruebas sólidas de que pudo haber existido vida en el antiguo Marte», después de haber reexaminado el meteorito y haber encontrado cristales de magnetita.[100]
- El 11 de mayo de 2001, dos investigadores de la Universidad de Nápoles encontraron bacterias extraterrestres viables dentro de un meteorito. El geólogo Bruno D'Argenio y el biólogo molecular Giuseppe Geraci encontraron las bacterias encajadas dentro de la estructura cristalina de los minerales, pero resucitaron cuando se colocó una muestra de la roca en un medio de cultivo.[101]
- Un equipo de investigadores indio y británico dirigido por Chandra Wickramasinghe informó en 2001 que las muestras de aire sobre Hyderabad, India, recolectadas de la estratosfera por la Organización de Investigación Espacial de la India (ISRO) el 21 de enero de 2001, contenían grupos de células vivas.[102] Wickramasinghe llama a esto «evidencia inequívoca de la presencia de grupos de células vivas en muestras de aire de hasta 41 km, por encima de las cuales normalmente no se transportaría aire de abajo».[103] Dos especies bacterianas y una fúngica se aislaron más tarde de forma independiente de estos filtros que se identificaron como Bacillus simplex, Staphylococcus pasteuri y Engyodontium albumrespectivamente.[104] Pushkar Ganesh Vaidya del Centro de Investigación de Astrobiología de la India informó en 2009 que "los tres microorganismos capturados durante el experimento del globo no exhiben adaptaciones distintas que se espera que se vean en los microorganismos que ocupan un nicho cometario".[105]
- En 2005, ISRO realizó un experimento mejorado. El 20 de abril de 2005, se recolectaron muestras de aire de la atmósfera superior a altitudes que van desde los 20 km hasta más de 40 km.[106] Las muestras se analizaron en dos laboratorios de la India. Los laboratorios encontraron 12 especies bacterianas y 6 diferentes de hongos en estas muestras. Los hongos fueron Penicillium decumbens, Cladosporium cladosporioides, Alternaria sp. y Tilletiopsis albescens. De las 12 muestras bacterianas, tres se identificaron como nuevas especies y se llamaron Janibacter hoylei (en honor a Fred Hoyle), Bacillus isronensis (en honor a ISRO) y Bacillus aryabhattai (llamado así por el antiguo matemático indio, Aryabhata). Estas tres nuevas especies demostraron que eran más resistentes a la radiación ultravioleta que bacterias similares.

Algunos otros investigadores han recuperado bacterias de la estratosfera desde la década de 1970. El muestreo atmosférico realizado por la NASA en 2010 antes y después de los huracanes, recolectó 314 tipos diferentes de bacterias; el estudio sugiere que la convección a gran escala durante tormentas tropicales y huracanes puede transportar este material desde la superficie hacia la atmósfera.
- Otro mecanismo propuesto de esporas en la estratosfera es elevarse por el magnetismo de la Tierra y el clima hasta la ionosfera en la órbita terrestre baja, donde los astronautas rusos recuperaron ADN de una superficie exterior estéril conocida de la Estación Espacial Internacional. Los científicos rusos también especularon sobre la posibilidad «de que las bacterias terrestres comunes se reabastezcan constantemente desde el espacio».
- En 2013, Dale Warren Griffin, un microbiólogo que trabaja en el Servicio Geológico de Estados Unidos, señaló que los virus son las entidades más numerosas en la Tierra. Griffin especula que los virus evolucionados en cometas y en otros planetas y lunas pueden ser patógenos para los humanos, por lo que propuso buscar también virus en lunas y planetas del Sistema Solar.[109]

### Bulos
En 1965 se descubrió que un fragmento separado del meteorito Orgueil (guardado en un frasco de vidrio sellado desde su descubrimiento) tenía una cápsula de semillas incrustada, mientras que la capa vítrea original en el exterior permanecía intacta. A pesar del gran entusiasmo inicial, se descubrió que la semilla era la de una planta europea Juncaceae o Rush que había sido pegada al fragmento y camuflada con polvo de carbón. La «capa de fusión» exterior era de hecho pegamento. Si bien se desconoce el autor de este engaño, se cree que pretendió influir en el debate del siglo XIX sobre la generación espontánea, en lugar de la panspermia, al demostrar la transformación de materia inorgánica en biológica.

## Extremófilos

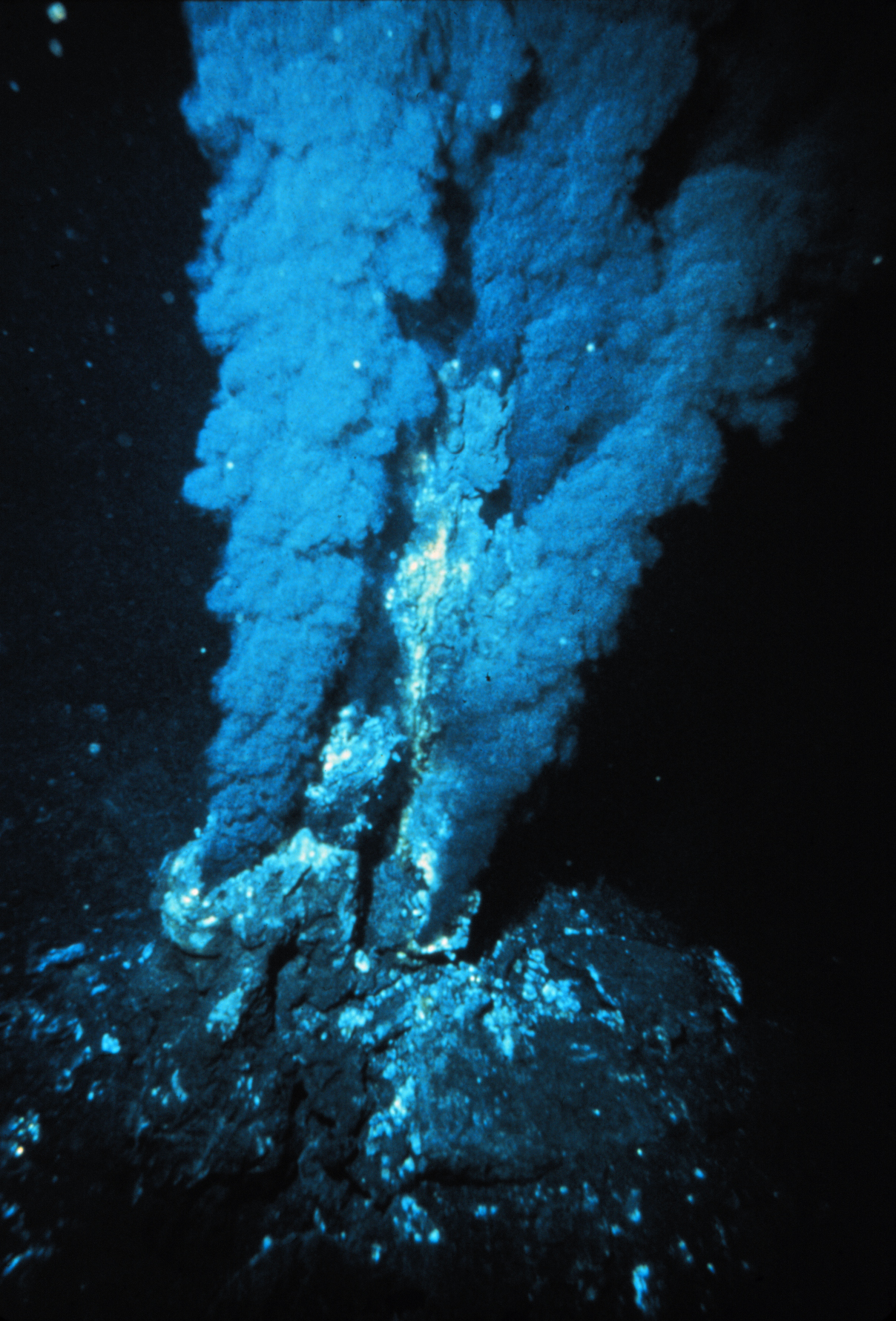
Los respiraderos hidrotermales pueden albergar bacterias extremófilas en la Tierra y también pueden albergar vida en otras partes del universo.

Los respiraderos hidrotermales pueden albergar bacterias extremófilas en la Tierra y también pueden albergar vida en otras partes del cosmos.
Hasta la década de 1970, se pensaba que la vida dependía de su acceso a la luz solar. Se creía que incluso la vida en las profundidades del océano, donde la luz del sol no puede llegar, se alimentaba del consumo de detritos orgánicos que llovían de las aguas superficiales o de los animales que lo hacían. Sin embargo, en 1977, durante una inmersión exploratoria en el Punto caliente de Galápagos en el sumergible de exploración de aguas profundas Alvin, los científicos descubrieron colonias de criaturas variadas agrupadas alrededor de características volcánicas submarinas conocidas como fumadores negros.
Pronto se determinó que la base de esta cadena alimentaria es una forma de bacteria que obtiene su energía de la oxidación de sustancias químicas reactivas, como el hidrógeno o el sulfuro de hidrógeno, que brotan del interior de la Tierra. Esta quimiosíntesis revolucionó el estudio de la biología al revelar que la vida terrestre no necesita depender del Sol; solo requiere agua y un gradiente de energía para existir.
Ahora se sabe que los extremófilos, microorganismos con una capacidad extraordinaria para prosperar en los entornos más duros de la Tierra, pueden especializarse para prosperar en las profundidades marinas, hielo, agua hirviendo, ácido, el núcleo del agua de reactores nucleares, cristales de sal, desechos tóxicos y en una variedad de otros hábitats extremos que antes se pensaba que eran inhóspitos para la vida. Bacterias vivas encontradas en muestras de núcleos de hielo extraídas de 3.700 metros (12.100 pies) de profundidad en el lago Vostok en la Antártida, han proporcionado datos para extrapolar la probabilidad de que los microorganismos sobrevivan congelados en hábitats extraterrestres o durante el transporte interplanetario. Además, se han descubierto bacterias que viven dentro de rocas cálidas en las profundidades de la corteza terrestre. Metallosphaera sedula puede crecer en meteoritos en un laboratorio.
Para probar la capacidad de resistencia potencial de algunos de estos organismos en el espacio exterior, se han expuesto semillas de plantas y esporas de bacterias, hongos y helechos al duro entorno espacial. Las esporas se producen como parte del ciclo de vida normal de muchas plantas, algas, hongos y algunos protozoos, y algunas bacterias producen endosporas durante momentos de estrés. Estas estructuras pueden ser muy resistentes a la radiación ultravioleta y gamma, desecación, lisozima, temperatura, inanición y desinfectantes químicos, mientras que son metabólicamente inactivos. Las esporas germinan cuando se restablecen las condiciones favorables después de la exposición a condiciones fatales para el organismo parental.
Aunque los modelos informáticos sugieren que un meteoroide capturado normalmente tardaría algunas decenas de millones de años antes de colisionar con un planeta, existen esporas bacterianas terrestres viables documentadas que tienen 40 millones de años y que son muy resistentes a la radiación, y otros capaces de reanudar la vida después de estar inactivos durante 100 millones de años, lo que sugiere que las transferencias de vida de la litopanspermia son posibles a través de meteoritos de más de 1 m de tamaño.
El descubrimiento de ecosistemas de aguas profundas, junto con los avances en los campos de la astrobiología, la astronomía observacional y el descubrimiento de grandes variedades de extremófilos, abrió una nueva vía en astrobiología al expandir masivamente el número de posibles hábitats extraterrestres y el posible transporte de vida microbiana resistente a través de vastas distancias. 

### Investigación en el espacio ultraterrestre
La cuestión de si ciertos microorganismos pueden sobrevivir en el duro entorno del espacio exterior ha intrigado a los biólogos desde el comienzo de los vuelos espaciales, y se brindaron oportunidades para exponer muestras al espacio. Las primeras pruebas estadounidenses se realizaron en 1966, durante las misiones Gemini IX y XII, cuando muestras del bacteriófago T1 y esporas de Penicillium roqueforti se expusieron al espacio exterior durante 16.8 h y 6.5 h, respectivamente. Otras ciencias de la vida de la investigación básica en la órbita baja de la Tierra comenzó en 1966 con el programa de biosatélite soviético Bion y el programa de biosatélite de EE. UU. Por lo tanto, la plausibilidad de la panspermia se puede evaluar examinando las formas de vida en la Tierra para determinar su capacidad para sobrevivir en el espacio. Los siguientes experimentos llevados a cabo en órbita terrestre baja probaron específicamente algunos aspectos de la panspermia o litopanspermia:

#### ERA

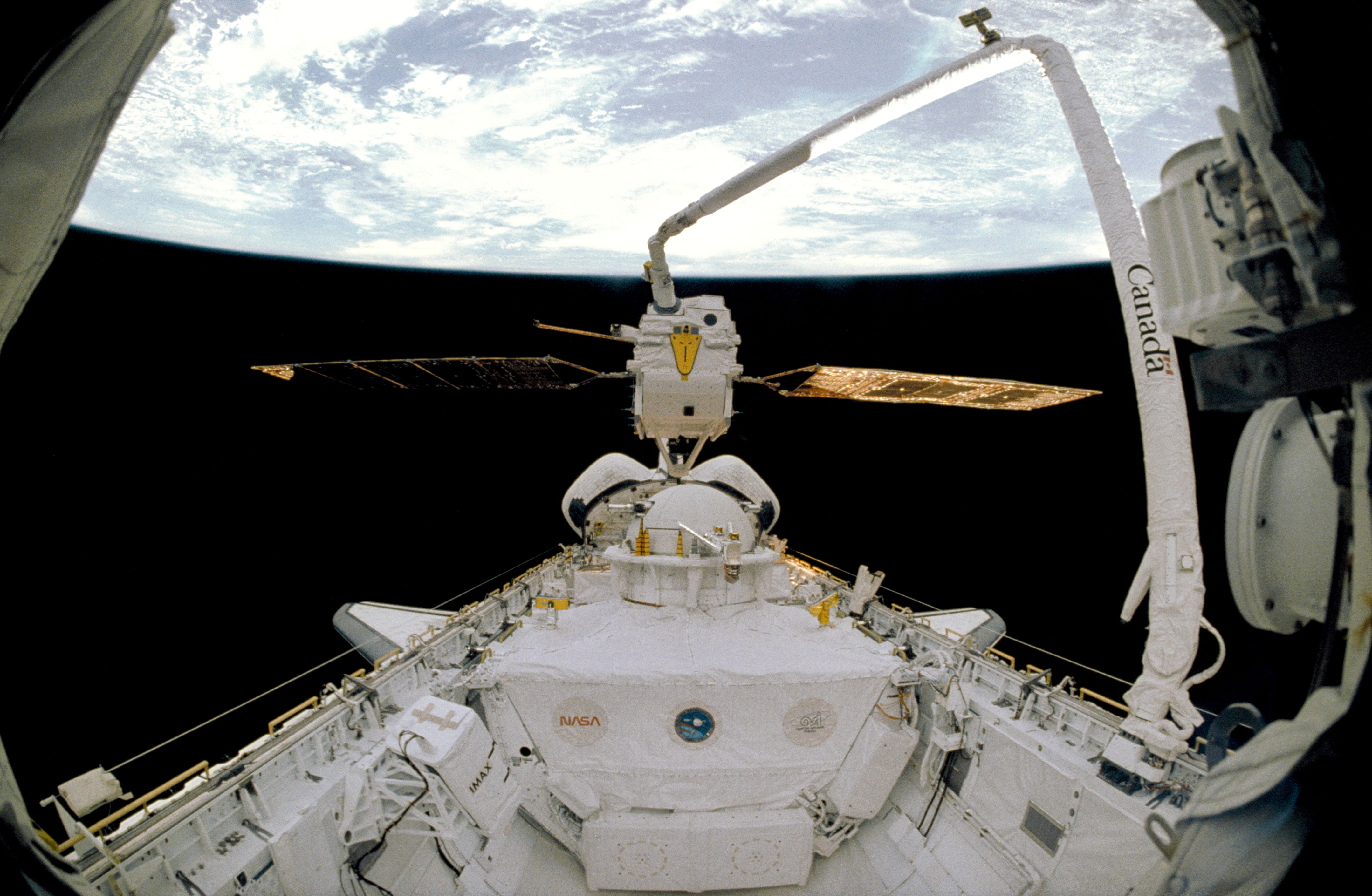
Despliegue de la instalación EURECA en 1992.

La misión Exobiology Radiation Assembly (ERA) fue un experimento de 1992 a bordo del European Retrievable Carrier (EURECA) sobre los efectos biológicos de la radiación espacial. EURECA era un satélite no tripulado de 4,5 toneladas con una carga útil de 15 experimentos. Fue una misión de astrobiología desarrollada por la Agencia Espacial Europea (ESA). Esporas de diferentes cepas de Bacillus subtilis y el plásmido pUC19 de Escherichia coli fueron expuestos a determinadas condiciones del espacio (vacío espacial o bandas de ondas e intensidades de radiación solar ultravioleta definidas). Después de la misión de aproximadamente 11 meses, se estudiaron sus respuestas en términos de supervivencia, mutagénesis en el locus his (B. subtilis) o lac (pUC19), inducción de roturas de cadenas de ADN, eficiencia de los sistemas de reparación de ADN y el papel de los agentes externos protectores. Los datos se compararon con los de un experimento de control terrestre que se realizaba simultáneamente:
- La supervivencia de las esporas tratadas con el vacío del espacio, aunque estén protegidas contra la radiación solar, aumenta sustancialmente si se exponen en multicapas o en presencia de glucosa como protector.
- Todas las esporas de los «meteoritos artificiales», es decir, incrustadas en arcillas o suelo marciano simulado, mueren.
- El tratamiento al vacío conduce a un aumento de la frecuencia de mutación en las esporas, pero no en el ADN plasmídico.
- La radiación ultravioleta solar extraterrestre es mutagénica, induce roturas de hebras en el ADN y reduce sustancialmente la supervivencia.
- La acción espectroscopia confirma los resultados de experimentos espaciales previos de una acción sinérgica del vacío espacial y la radiación UV solar, siendo el ADN el objetivo crítico.
- La disminución de la viabilidad de los microorganismos podría correlacionarse con el aumento del daño del ADN.
- Las membranas púrpuras, los aminoácidos y la urea no se vieron afectados de manera apreciable por la condición deshidratante del espacio abierto, si se protegían de la radiación solar. El ADN plasmídico, sin embargo, sufrió una cantidad significativa de roturas de hebras en estas condiciones.

#### BIOPAN
BIOPAN es una instalación experimental multiusuario instalada en la superficie externa de la cápsula de descenso rusa Foton. Los experimentos desarrollados para BIOPAN están diseñados para investigar el efecto del entorno espacial sobre el material biológico después de la exposición entre 13 y 17 días. Los experimentos en BIOPAN están expuestos a la radiación solar y cósmica, el vacío espacial y la ingravidez, o una mezcla de los mismos. De las 6 misiones realizadas hasta ahora en BIOPAN entre 1992 y 2007, se realizaron decenas de experimentos, y algunos analizaron la probabilidad de panspermia. Algunas bacterias, líquenes (Xanthoria elegans, Rhizocarpon geographicum y sus cultivos de micobiontes, los microhongos negros antárticos Cryomyces minteri y Cryomyces antarcticus), las esporas e incluso un animal (tardígrados) sobrevivieron al duro entorno del espacio exterior y a la radiación cósmica.

#### EXOSTACK

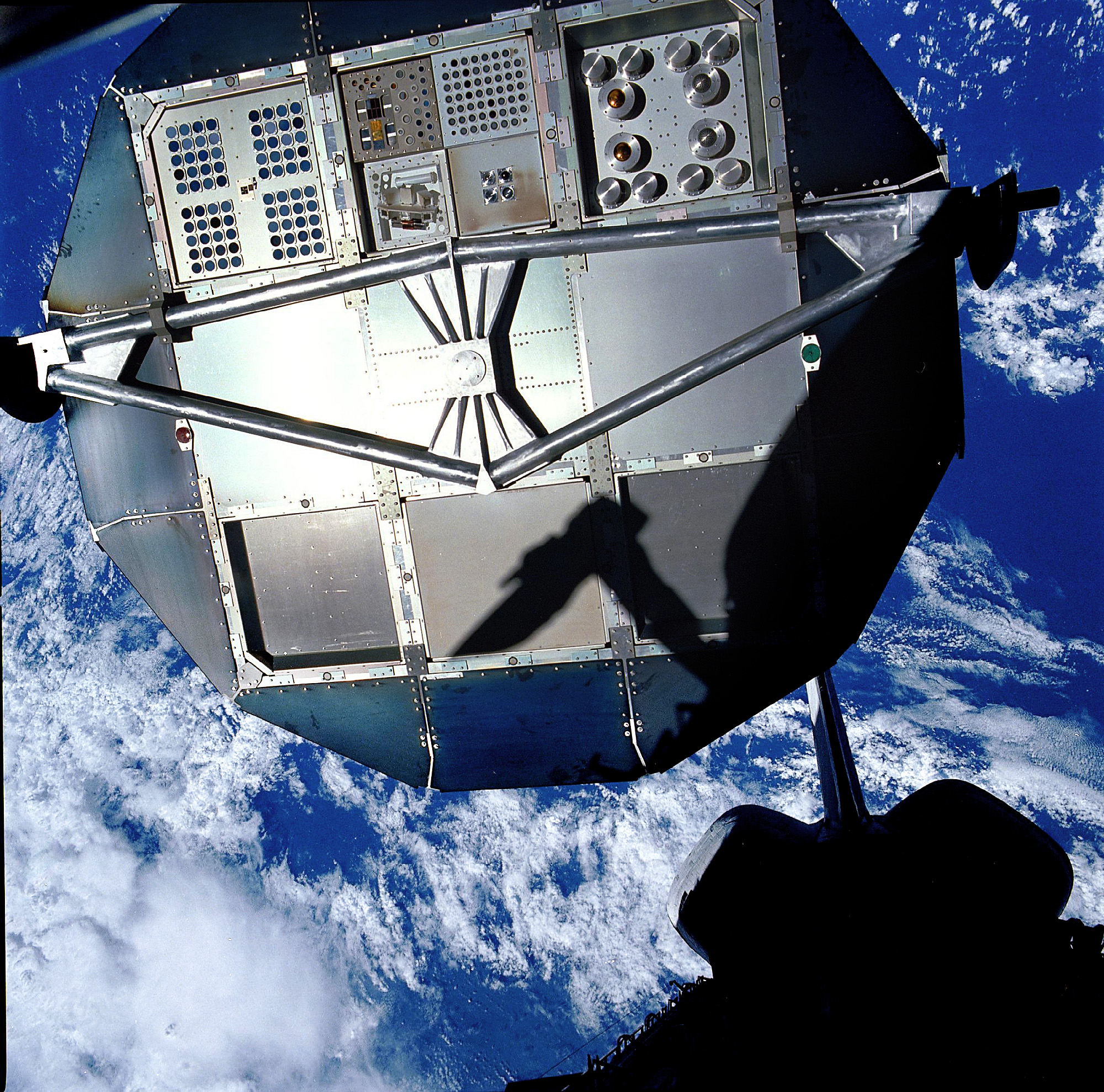
EXOSTACK en el satélite de la Instalación de exposición de larga duración.

El experimento alemán EXOSTACK se desplegó el 7 de abril de 1984 a bordo del satélite Long Duration Exposure Facility. El 30 % de las esporas de Bacillus subtilis sobrevivió a la exposición de casi 6 años cuando se incrustó en cristales de sal, mientras que el 80 % sobrevivió en presencia de glucosa, que estabiliza la estructura de las macromoléculas celulares, especialmente durante la deshidratación inducida por vacío.
Si se protegían de los rayos UV solares, las esporas de B. subtilis podían sobrevivir en el espacio hasta por 6 años, especialmente si estaban incrustadas en arcilla o polvo de meteorito (meteoritos artificiales). Los datos apoyan la probabilidad de transferencia interplanetaria de microorganismos dentro de los meteoritos, la llamada hipótesis de litopanspermia. 

#### EXPONER
EXPONER es una instalación multiusuario montada fuera de la Estación Espacial Internacional dedicada a experimentos de astrobiología. Se han realizado tres experimentos EXPOSE entre 2008 y 2015: EXPOSE-E, EXPOSE-R y EXPOSE-R2. Los resultados de las misiones orbitales, especialmente los experimentos SEEDS  y LiFE, concluyeron que después de una exposición de 18 meses, algunas semillas y líquenes (Stichococcus sp. Y Acarospora sp.) un género de hongos liquenizados, puede ser capaz de sobrevivir a los viajes interplanetarios si se protege dentro de cometas o rocas de la radiación cósmica y la radiación ultravioleta. Las partes LIFE, SPORES y SEEDS de los experimentos proporcionaron información sobre la probabilidad de litopanspermia. Estos estudios proporcionarán datos experimentales a la hipótesis de la litopanspermia, y proporcionarán datos básicos sobre cuestiones de protección planetaria.

#### Tanpopo

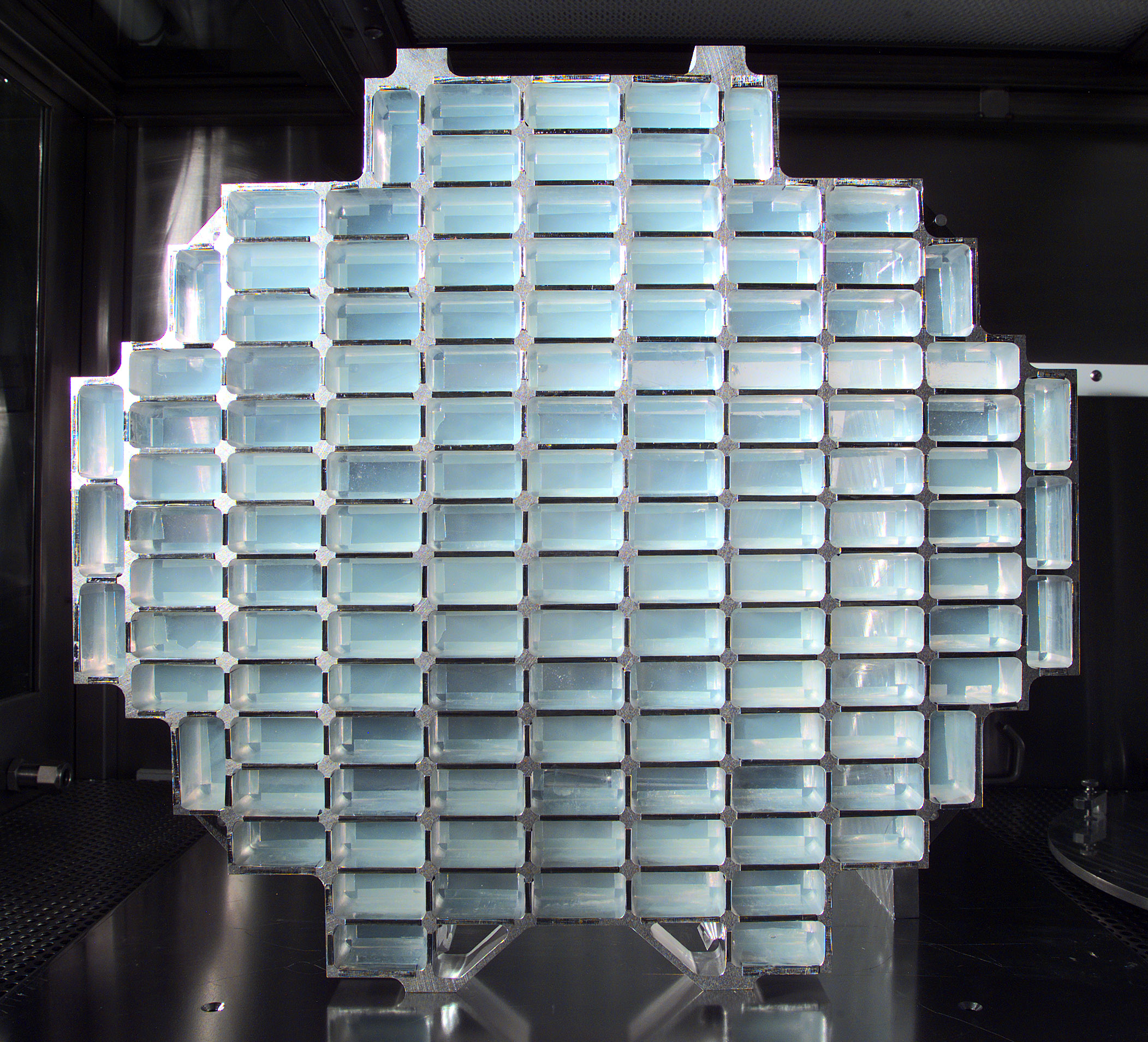
Colector de polvo con bloques de aerogel

La misión Tanpopo es un experimento de astrobiología orbital de Japón que actualmente investiga la posible transferencia interplanetaria de vida, compuestos orgánicos y posibles partículas terrestres en la órbita terrestre baja. El experimento de Tanpopo tuvo lugar en la Instalación Expuesta ubicada en el exterior del módulo Kibo de la Estación Espacial Internacional. La misión recogió polvos cósmicos y otras partículas durante tres años utilizando un gel de sílice de densidad ultrabaja llamado aerogel. El propósito es evaluar la hipótesis de la panspermia y la posibilidad de transporte interplanetario natural de la vida y sus precursores. Algunos de estos aerogeles se reemplazaron cada uno o dos años hasta 2018. La recolección de muestras comenzó en mayo de 2015, y las primeras muestras se devolvieron a la Tierra a mediados de 2016.
En agosto de 2020, los científicos informaron que las bacterias de la Tierra, en particular la bacteria Deinococcus radiodurans, que es muy resistente a los peligros ambientales, sobrevivieron durante tres años en el espacio exterior, según estudios realizados en la Estación Espacial Internacional.

## Crítica
La panspermia es a menudo criticada porque no responde a la pregunta del origen de la vida, sino que simplemente la coloca en otro cuerpo celeste. También fue criticado porque se pensó que no podía probarse experimentalmente. 
Wallis y Wickramasinghe argumentaron en 2004 que el transporte de bacterias individuales o grupos de bacterias es abrumadoramente más importante que la litopanspermia en términos de cantidad de microbios transferidos, incluso teniendo en cuenta la tasa de muerte de bacterias desprotegidas en tránsito. Luego se descubrió que las esporas aisladas de B. subtilis murieron en varios órdenes de magnitud si se expusieron al entorno espacial completo durante unos pocos segundos. Aunque estos resultados pueden parecer negar la hipótesis de la panspermia original, el tipo de microorganismo que realiza el largo viaje es inherentemente desconocido y también sus características desconocidas. Entonces podría ser imposible descartar la hipótesis basada en la resistencia de unos pocos microorganismos evolucionados por la tierra. Además, si está protegido contra los rayos solares UV, las esporas de Bacillus subtilis eran capaces de sobrevivir en el espacio hasta por 6 años, especialmente si estaban incrustadas en arcilla o polvo de meteorito (meteoritos artificiales). Los datos apoyan la probabilidad de transferencia interplanetaria de microorganismos dentro de los meteoritos, la llamada hipótesis de la litopanspermia. 

### Pruebas de la hipótesis
Existen estudios que sugieren la posible existencia de bacterias capaces de sobrevivir largos períodos de tiempo incluso en el espacio exterior. También se han hallado bacterias en la atmósfera a altitudes de más de 40 km donde es posible, aunque poco probable, que hayan llegado desde las capas inferiores.
Algunas bacterias Streptococcus mitis que en 1967 se transportaron accidentalmente a la Luna en la nave Surveyor 3 pudieron revivirse sin dificultad a su regreso a la Tierra tres años después. Sin embargo se han planteado serias dudas sobre una posible contaminación durante la misión del Apolo 12 que recogió las muestras.
El análisis del meteorito ALH84001, que se considera originado en el planeta Marte, muestra estructuras que podrían haber sido causadas por formas de vida microscópica. Esto es lo más cercano a un indicio de vida extraterrestre que se ha podido obtener, y sigue siendo muy controvertido. Por otro lado, en el meteorito Murchison se han hallado uracilo y xantina, dos precursores de las moléculas que configuran el ARN y el ADN.
Azúcares extraterrestres en meteoritos indican la posibilidad de que los azúcares extraterrestres pudieran haber contribuido a formar biopolímeros funcionales como el ARN. En 2020, el estudio detallado de un meteorito identificó una proteína que contiene hierro y litio, de origen extraterrestre.
Por otra parte, una de las pruebas más significativas ha resultado finalmente refutada. En 2006 se estudiaron los microorganismos de color naranja intenso causantes de la tinción del agua de la lluvia roja de Kerala de 2001, al sur de India, atribuyéndoles un posible origen extraterrestre. Sin embargo, en 2015, se pudieron identificar por ADN ribosómico como las esporas de una especie del alga Trentepohlia, T. annulata, de origen europeo y no descrita hasta entonces en la India. El descubrimiento de muchas variedades de extremófilos, abrió una nueva vía en la astrobiología al expandir masivamente el número de posibles hábitats extraterrestres y el posible transporte de vida microbiana resistente a través de grandes distancias.

### Críticas y pruebas en contra de la hipótesis
El mayor inconveniente de esta hipótesis es que no resuelve el problema inicial de cómo surgió la vida (biogénesis), sino que se limita a pasar la responsabilidad de su origen a otro lugar del espacio. 
Otra objeción es que las bacterias no sobrevivirían a las altísimas temperaturas y a las fuerzas que intervienen en un impacto contra la Tierra, aunque aún no se ha llegado a conclusiones en este punto (ni a favor ni en contra), pues se conocen algunas especies de bacterias extremófilas. Sin embargo, en los experimentos que recrean las condiciones de los cometas bombardeando la Tierra, las moléculas orgánicas, como los aminoácidos, no solo no se destruyen, sino que comienzan a formar péptidos. Además no se cuenta el tiempo que se demoraría en recorrer la distancia desde el supuesto objeto con vida hasta la Tierra.